# Fabien Archambault
Pour les articles homonymes, voir Archambault (homonymie).
Fabien Archambault, né en 1975, est spécialiste de l'histoire culturelle et politique du XXe siècle. Il est maître de conférences en histoire contemporaine à l’université Paris-1 Panthéon Sorbonne depuis 2020.

## Biographie
Fabien Archambault est un ancien élève de l'École normale supérieure de Saint-Cloud où il est entré en 1996 après une khâgne au lycée Henri-IV. En 1999, il est agrégé d'histoire. De 2005 à 2008, il est membre de l’École française de Rome.
En 2007, il soutient sa thèse « Le Contrôle du ballon. Les catholiques, les communistes et le football en Italie, de 1943 au tournant des années 1980 », sous la direction d’Éric Vial à l'université Grenoble II. La thèse est publiée par l’École française de Rome en 2012. Elle a été traduite en italien en 2022 chez Le Monnier, à Florence.
Fabien Archambault enseigne l'histoire contemporaine à l'université de Limoges de 2008 à 2020. Depuis 2020, il est membre du Centre d'histoire sociale des mondes contemporains.
Fabien Archambault s'est spécialisé dans l'histoire des sports collectifs, en particulier du football en Italie après la Seconde Guerre mondiale. Il a également publié plusieurs ouvrages collectifs sur l'histoire du basket-ball aux États-Unis et en Europe.
En 2020, il rédige le cahier pédagogique 30 ans d'histoire de l'Allemagne, de la chute du nazisme au match de football RFA/RDA de 1974 en clôture de la bande dessinée La Patrie des frères Werner.
Ses sujets de recherches actuels portent sur l'excommunication des communistes italiens (projet d’habilitation) et sur l’histoire des relations transatlantiques entre l’Europe et les Amériques.
Ainsi, il est parfois interrogé dans les médias à l'occasion de grands événements sports (Euro de football 2016) ou sur des questionnements d'actualité liés au sport (par exemple l'homophobie et le racisme dans le foot, football et classes sociales).
Lors de l'élection présidentielle de 2022, il apporte son soutien à Jean-Luc Mélenchon.

## Apports à l'histoire du football en Italie

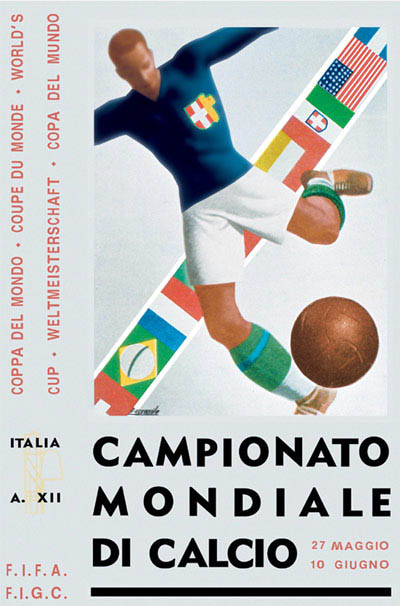
Affiche de la Coupe du monde de football 1934.

### Moindre popularité du football face au cyclisme jusqu’aux années 1950
L’historien souhaite historiciser la popularité du football en Italie, en effet il affirme que le succès de ce sport anglais n’est pas inné, évident dans ce pays. Et il n’y a pas toujours été le sport le plus suivi. Et c’était durant l’entre-deux-guerres le cyclisme qui attirait les masses. Ce moindre intérêt du public pour le ballon rond vis-à-vis du vélo s’observe le lendemain de la finale de la coupe du monde 1934, remportée par la Squadra azzurra, lorsque le journal sportif de référence Gazzetta dello Sport choisit en sujet de Une, le vainqueur de l’étape du Giro.

### Les raisons du succès du football en Italie

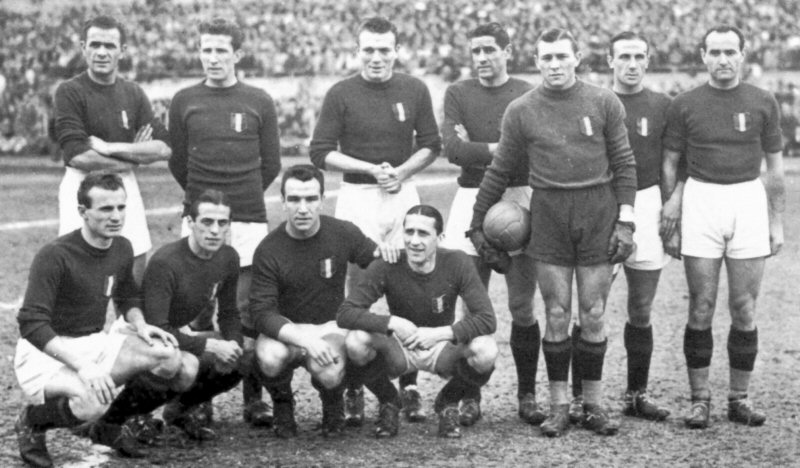
Équipe du « Grande Torino » lors d'un match de la saison 1945-1946

Archambault avance l’idée que le premier promoteur du football en Italie était l’Église catholique qui a fait de ce sport « un instrument privilégié de son action pastorale et politique ». Selon ses chiffres, on compte en 1945 quelques centaines de terrains de foot sur la péninsule, en 1960 environ 10 000 dont la moitié a été construite par l’Action catholique. « Par conséquent, l’immense majorité des jeunes Italiens du baby-boom quelle que fût leur origine sociale ou géographique, fut initiée à la pratique du football dans le cadre des patronages ».
La seconde raison réside dans le succès des grands clubs du nord du pays, les « squadroni ». Tout d’abord le Torino entre 1946 et 1949 puis la Juventus, l’Inter et le Milan AC. Pour l’historien, ces clubs avaient une « capacité à symboliser une nouvelle Italie, riche, moderne et compétitive sur la scène internationale ». Il rappelle que les succès sportifs de ces équipes sont en grande partie la conséquence d’investissements privés importants (la famille Agnelli de la Fiat, à la Juventus, Angelo Moratti, pétrolier, pour l'Inter ou encore Andrea Rizzoli, éditeur, pour le Milan AC) qui témoignent d’un intérêt fort des élites économiques du pays pour ce sport. Un phénomène bien plus fort qu’en France par exemple.

### Le football entre communistes et catholiques
Archambault relève qu’à l’époque du pontificat de Léon XIII, entre 1878 et 1903, apparaît la Fédération des associations sportives catholiques italiennes (Federazione delle associazioni sportive cattoliche italiane – Fasci), en 1906. On joue alors déjà au football sous le patronage des prêtres en Italie. Le régime fasciste souhaite ensuite disposer du monopole l’encadrement sportif de la jeunesse (avec l'Opera Nazionale Balilla) et dissout les autres organisations sportives dont les catholiques.
Au lendemain de la guerre et de l’époque mussolinienne, les catholiques comme les communistes recréent des organisations sportives qui promeuvent le développement, en particulier, du football. L’historien étudie en premier lieu le Centre sportif italien (Centro sportivo italiano – Csi) de mouvance catholique et l’Union italienne du sport populaire (Unione italia sport popolare – Uisp), sous la houlette du parti communiste et du parti socialiste. Pour décrire la préoccupation italienne du développement du foot dans l’après-guerre, Archambault parle d’un « investissement dans le football de la part des hommes politiques » qui est, un « enjeu politique de taille ».

## Spécificités du football en France
Pour Fabien Archambault, la France n’est pas une grande nation du football. Il établit ce constat au regard d’un double diagnostic : l’appropriation de ce sport par la culture française n’a été que partielle et les clubs français accusent un retard historique sur les autres grandes nations européennes (Royaume-Uni, Allemagne, Espagne, Italie). Pour ce second point, il rappelle que sur environ 160 finales des différentes coupes d’Europe de l’histoire, la France en a remporté seulement 2.
Fabien Archambault observe que la langue française ne s’est pas appropriée le vocabulaire du football. Contrairement, par exemple, à l’Italie où dès 1908 un mot autochtone est utilisé pour désigner ce sport, « calcio », et où dès 1920, un néologisme, « tifo », désigne la passion immodérée du supporter. Le français a conservé des expressions anglaises (corner, penalty, etc.) et les équivalents français ne se sont pas imposés (coup de pied de coin, coup de pied de réparation). On pourrait cependant noter l'exception du Ballon d'or, la récompense individuelle la plus prestigieuse, créé en 1956 par le magazine français France Football. En effet, le terme français est très populaire dans le monde entier, même si en italien et en espagnol, la version française n'est pas utilisée. Il s'écrit Ballon d'Or (avec un « O » majuscule) en anglais, allemand et portugais.

## Publications
- Le Contrôle du ballon. Les catholiques, les communistes et le football en Italie, de 1943 au tournant des années 1980, Rome, École française de Rome, 2012
- Il controllo del pallone. I cattolici, i comunisti e il calcio in Italia (1943-anni Settanta), Florence, Le Monnier, 2022
- Coups de sifflet. Une histoire du monde en onze matchs, Paris, Flammarion, 2022, 192 p. (ISBN 9782080297518)
- Les Légendes du siècles. Une histoire des Jeux en douze médailles, Paris, Flammarion, 2024, 280 p.

### Direction d'ouvrage et de numéros thématiques de revues
- L'Aventure des "grands" hommes. Études sur l'histoire du basket-ball , avec Loïc Artiaga et Pierre-Yves Frey, Limoges, PULIM, 2003
- Double jeu. Histoire du basket-ball entre France et Amériques , avec Loïc Artiaga et Gérard Bosc, Paris, Vuibert, 2007
- « L’autre continent du football », dans Cahiers des Amériques latines, n° 74, 2014
- « Sport et socialisme », avec Fabien Conord, dans Recherches socialistes, n° 70-71, 2015
- Le Continent basket. L'Europe et le basket-ball au XXe siècle, avec Loïc Artiaga et Gérard Bosc, Bruxelles, P.I.E. Peter Lang, 2015
- Le Football des nations. Des terrains de jeu aux communautés imaginées, avec Stéphane Beaud et William Gasparini ; préface de Gérard Noiriel, Paris, Publications de la Sorbonne, 2016 (rééd. 2018)

### En collaboration
- Sous la direction de Laurent Martin, Culture, médias, pouvoirs : États-Unis et Europe occidentale : 1945-1991, Neuilly, Atlande, 2019